# Congruisme
Le congruisme est une théorie théologique assurant que la grâce accordée par Dieu pour l’accomplissement de bonnes actions l’est en accord avec les circonstances humaines tel que, dans la perspective divine, elle puisse être le plus favorablement utilisée sans rien enlever au libre-arbitre humain. Dieu propose une grâce qui, il le sait, peut obtenir la fin désirée.
Cette théorie, généralement attribuée au théologien jésuite Francisco Suarez, tente de sortir du dilemme dans lequel s’est enfermée la pensée théologique du XVIIe siècle. À savoir : quelle est la part de Dieu (grâce divine) et celle de l’homme (liberté humaine) dans une bonne action humaine ? Une conception trop physique du rapport entre les deux faisait que, plus on accordait de l’influence à la grâce divine plus on retranchait à la liberté de l’homme (tendance janséniste). Ce qui, à la limite conduisait à croire en la prédestination. Et inversement, plus on donnait de l’importance au libre-arbitre humain plus on effaçait la présence de grâce divine (tendance moliniste). 
La théorie suarézienne est bien reçue par la commission de Auxiliis où les jésuites comme les dominicains avaient rejeté le molinisme. En 1613 le supérieur général des Jésuites, Claudio Acquaviva, donne son soutien au suarézianisme, sans que cela devienne une position officielle de la Compagnie de Jésus. Il estime qu’elle est en accord avec l’enseignement de saint Augustin et de saint Thomas d’Aquin.  
Au cours des années qui suivent la théorie est développée et raffinée, entre autres par les théologiens de la Sorbonne qui lui donnent une large audience.  Et est adoptée aux XVIIe et XVIIIe siècles par de nombreux théologiens de renom : Nicolas Ysambert, J. Habert, Honoré Tournely et Alphonse de Liguori. Et dans les temps plus moderne : Benedetto Lorenzelli et Francesco Satolli (XIXe siècle).
La question reste ouverte. Avec les riches contributions des nouvelles sciences humaines, la psychologie des profondeurs, l’existentialisme biblique, l’anthropologie religieuse, le personnalisme, et d’autres, les théologiens contemporains préfèrent conclure : « Ce n’est pas là un problème à résoudre, mais un mystère à vivre ».

## Source
- K. Hargrove: Article Congruism, dans New Catholic Encyclopedia, New-York, McGraw-Hill Book Co., 1967, vol.IV, pp.176-177.